# Peter Hanser-Strecker
Carl Peter Hanser-Strecker  (* 14. Juli 1942 in München) ist ein deutscher Musikverleger des Verlags Schott Music – des  zweitältesten noch existierenden Musikverlags in Deutschland. 

## Kindheit und Jugend
Seine Mutter Marion Hanser geb. Strecker war die Tochter des Musikverlegers Ludwig Strecker. Hanser-Strecker wuchs in Mannheim auf und besuchte dort die Grundschule. Danach war  er zunächst vier Jahre an einem humanistischen Gymnasium in Frankfurt am Main und wechselte dann auf das ebenfalls humanistische Dilthey-Gymnasium in Wiesbaden, wo er 1961 sein Abitur ablegte.

## Beruflicher Werdegang
Sein Hochschulstudium von Musik und Musikwissenschaft begann er in Mainz und setzte es ab dem Sommersemester 1963 in München fort. Dort fügte  er auch ein zusätzliches Jura-Studium an. Ab dem Wintersemester 1965 konzentrierte er sich dann in Frankfurt am Main ganz auf das Jurastudium, das er im Juli 1968 mit der Promotion zum Dr. jur. über das Thema Das Plagiat in der Musik vollendete. Seine Studien ergänzten ein 6-monatiger USA-Aufenthalt und ein sechsmonatiges Managementstudium am renommierten IMEDE-Institut in Lausanne/Schweiz (heute IMD International Institute for Management Development).
Nach Abschluss des Studiums trat er 1968 im Alter von 26 Jahren als Leiter der Rechtsabteilung in den Schott-Verlag ein. Daneben baute er die Unterhaltungsmusik- und Schallplattenabteilung (WERGO) auf. 1974 wurde er in die Geschäftsführung des Verlages berufen, deren Vorsitz er 1983 übernahm.
Die Auslandsaktivitäten des Verlages verstärkte er 1976/77 durch die Gründung von Tochtergesellschaften in den USA und Japan. Diesen Gründungen ließ er 1988 die Gründung von Schott Paris, 1991 von Schott Madrid und 1995 von Schott Hongkong (heute: Schott China) folgen.
In seine immer noch andauernde aktive Wirkungszeit bei Schott fallen die räumliche Ausgliederung des Lagers und Vertriebs nach Mainz-Hechtsheim (mds – music distribution services), die Umstellung vom Notenstich mit Stahlstempeln auf den Computernotensatz sowie die beschriebene Internationalisierung, die er neben dem Erwerb von insgesamt zwölf kleineren Musikverlagen systematisch vorantrieb.

## Familie
Hanser-Strecker ist verheiratet und hat drei erwachsene Kinder. Hanser-Strecker und seine Familie wohnen in Wiesbaden.

## Ehrenämter und Mandate
Seit 1976 ist Hanser-Strecker im Vorstand des Deutschen Musikverlegerverbandes, dessen Rechtsausschuss er 1976 leitete. Er war Präsident des DMV von 1997 bis 2002 und wurde dann ab 2002 zum Ehrenmitglied und Vorsitzenden des E-Ausschusses ernannt.
Dem Aufsichtsrat der GEMA gehört er seit 1. Juli 1979 an (seit 2003: Ehrenmitglied). Weiterhin ist er Mitglied im Vorstand des Deutschen Bühnenverlegerverbands, Gründungsmitglied der VG Musikedition, sowie des Urheber- und Verlagsrechtsausschusses des Börsenvereins des Deutschen Buchhandels. Er ist Kuratoriumsmitglied der Carl-Orff-Stiftung sowie der Johannes Gutenberg-Universität Mainz. 1981 gründete er die Paul-Strecker-Stiftung, deren Schatzmeister er heute ist, und 1991 die Pro musica viva – Maria Strecker-Daelen-Stiftung, deren Vorstandsvorsitzender auf Lebenszeit er ist.
Er ist darüber hinaus Mitglied in zahlreichen anderen Verbänden, Gremien, unter anderem:
- Beiratsmitglied der LRP Landesbank Rheinland-Pfalz, Mainz
- Vizepräsident des Verwaltungsrates der MUVA AG, Zürich
- Stellvertretender Vorsitzender des Aufsichtsrates der Universal Edition, Wien
- Vorstand der International Maya Plisetskaya and Rodion Shchedrin Foundation, Mainz
- Vorsitzender des Hochschulrates der Hochschule für Musik und Darstellende Kunst Frankfurt am Main
- Vorsitzender der Harald-Genzmer-Stiftung, Frankfurt am Main
- Stellvertretender Vorsitzender der Tschaikowsky-Gesellschaft, Tübingen
- Mitglied des Kuratoriums des Rheingau Musik Festivals
- Mitglied des Kuratorium der Carl-Orff-Stiftung[2]
- Vorstandsmitglied der Paul Strecker-Stiftung[3]
- Vorstandsvorsitzender der Strecker-Stiftung, Mainz
- Vorstandsvorsitzender der Pro Musica Viva Maria Strecker-Daelen Stiftung, Mainz
- Vorstandsvorsitzender der Pro Vita Mobilis e. V. Mainz
- Stiftungsratsvorsitzender der Gutenberg Stiftung[4]
- Vorsitzender des Senatorenrats der Internationalen Gutenberg-Gesellschaft in Mainz e. V.[5]

## Auszeichnungen und Ehrungen
- Verdienstkreuz am Bande des Verdienstordens der BRD
- Gutenberg-Büste
- GEMA-Ehrenring und Ehrenmitglied
- Kestenberg-Medaille (April 1998)
- Paul Harris Fellow (Rotary)
- Denninger-Plakette der Stadt Mainz (28. August 2002)
- Verdienstorden des Landes Rheinland-Pfalz (20. November 2002)
- Leibniz-Medaille der Akademie der Wissenschaften und der Literatur Mainz (2012)
- Großes Verdienstkreuz des Verdienstordens der Bundesrepublik Deutschland (aus Anlass des Tages der Deutschen Einheit)[6]